# Bielorrusia en el Festival de la Canción de Eurovisión 2018
Bielorrusia participará en el Festival de la Canción de Eurovisión 2018. La cadena bielorrusa BTRC organizó una preselección con el objetivo de seleccionar a su representante, y Alekseev con «Forever» salió victorioso.

## Historia de Bielorrusia en Eurovisión
Hasta la edición de 2018, Bielorrusia ha participado catorce veces en Eurovisión desde su debut en 2004. La mejor posición lograda por Bielorrusia fue la sexta posición lograda por Dmitry Koldun y "Work Your Magic" en 2007. Tras la introducción de las dos semifinales en 2008, Bielorrusia se ha clasificado en cuatro ocasiones. En la última edición, en 2017 lograron una decimoséptima posición con 83 puntos, representados por Naviband y su tema "Story of My Life", interpretado íntegramente en bielorruso.
Desde 2012, la BTRC organiza una preselección para elegir su representante.

## Preselección

### Eurofest
El Eurofest es la preselección bielorrusa para el Festival de Eurovisión. Lleva teniendo lugar desde 2012.

#### Audiciones
El 3 de enero de 2018 se anunció que 95 temas habían sido enviados para la final nacional. El 11 de enero se interpretaron esas 95 canciones en unas audiciones.
| Audiciones                                      | Audiciones                                  | Audiciones                       |  |
| N.º                                             | Artista                                     | Canción                          |  |
| ----------------------------------------------- | ------------------------------------------- | -------------------------------- |  |
| 1                                               | Jule Kravitz                                | "Salt 'n' Pepper"                |  |
| 2                                               | Alen Hit                                    | "I Don't Care"                   |  |
| 3                                               | Tahmina Niyazova                            | "Chasing My Tears"               |  |
| 4                                               | Ruslan Sviridov y Julia Novomir             | "My Universe"                    |  |
| 5                                               | Vadim Simonov                               | "Igry s ognyom"                  |  |
| 6                                               | Egor Luts                                   | "Somewhere"                      |  |
| 7                                               | Adagio                                      | "Ty i ja"                        |  |
| 8                                               | Tamara Savenka                              | "I Sing About You"               |  |
| 9                                               | Yevgeniy Dolich                             | "Holding You"                    |  |
| 10                                              | ROMANOV                                     | "Something That We Are"          |  |
| 11                                              | Mikhail Kobach                              | "Kaliady"                        |  |
| 12                                              | Janet y Yuriy Davidyuk                      | "Rhapsody of Eurovision"         |  |
| 13                                              | Mikhail Khalyavskiy                         | "I Believe I Can"                |  |
| 14                                              | Sofya Lapina                                | "Gravity"                        |  |
| 15                                              | Serzh Berkov                                | "Embryo"                         |  |
| 16                                              | Tatyana Piskareva-Lesnikova y Dmitriy Babak | "My uletayem"                    |  |
| 17                                              | Lexy Weaver                                 | "Ain't You"                      |  |
| 18                                              | Natalya Lomako                              | "Once Upon a Time"               |  |
| 19                                              | PROvokatsiya                                | "Party's Like Tonight"           |  |
| 20                                              | Dominika                                    | "Somewhere"                      |  |
| 21                                              | KATTIE y LOVISA                             | "Through The Wild"               |  |
| 22                                              | Yelizaveta Muravyova                        | "Heartbeat"                      |  |
| 23                                              | Sergey Malinovskiy                          | "All My Life"                    |  |
| 24                                              | Sofiya Ostapyuk                             | "Illusion"                       |  |
| 25                                              | Dmitriy Kaminskiy                           | "Etot fank"                      |  |
| 26                                              | Brooklyn                                    | "Chto-to novoye"                 |  |
| 27                                              | Olga Zmurshchik y Anna Blagova              | "Ty mne ne nuzhen"               |  |
| 28                                              | Vladimir Arutyunyan                         | "Krasunya"                       |  |
| 29                                              | Pelageya Stefoglo                           | "Let's Start Together Right Now" |  |
| 30                                              | NAPOLI                                      | "Chasing Rushes"                 |  |
| 31                                              | Alekseev                                    | "Forever"                        |  |
| 32                                              | Ivan Zdonyuk                                | "Made of Steel"                  |  |
| 33                                              | Double Hit                                  | "Vkus tvoyey ulybki"             |  |
|                                                 |                                             |                                  |  |
| 35                                              | Sergey Fedorakov                            | "Your Way"                       |  |
| 36                                              | Violetta Baginskaya                         | "Blazing"                        |  |
|                                                 |                                             |                                  |  |
| 38                                              | Volha Satsiuk                               | "1+1"                            |  |
| 39                                              | Iyul                                        | "Insomnia"                       |  |
| 40                                              | Yuriy Kharevich                             | "Igra"                           |  |
| 41                                              | Tatyana Prokhorenko                         | "Seryy Valera"                   |  |
| 42                                              | Vožyk y Jana Prusakova                      | "Zabi, Boža"                     |  |
|                                                 |                                             |                                  |  |
| 44                                              | Valeriya Polishchuk                         | "Stage"                          |  |
| 45                                              | Anastasiya Malashkevich                     | "World on Fire"                  |  |
| 46                                              | Angelina Pipper                             | "They Know"                      |  |
| 47                                              | Mishelle                                    | "Turn It Up"                     |  |
| 48                                              | Anna Yakubenko                              | "Odni iz nas"                    |  |
| 49                                              | Mariya Cherepovich                          | "I Was Born to Be Happy"         |  |
| 50                                              | Pauline                                     | "Cicha"                          |  |
| 51                                              | Single                                      | "Is It Fair?"                    |  |
| 52                                              | AirBY                                       | "I Am Sexy Ice"                  |  |
| 53                                              | Angelica Pushnova                           | "Fighting for Love"              |  |
| 54                                              | Lyudmila Rozum                              | "Frau Liebe"                     |  |
|                                                 |                                             |                                  |  |
| 56                                              | Anna Mitina                                 | "I Say Tonight"                  |  |
| 57                                              | Egiazar Farashyan                           | "Run Away"                       |  |
|                                                 |                                             |                                  |  |
| 59                                              | Gunesh                                      | "I Won't Cry"                    |  |
| 60                                              | Vilena Davina                               | "Heaven Knows"                   |  |
| 61                                              | Viktor Lupasin                              | "Nos i sumliennie"               |  |
| 62                                              | Kirill Good                                 | "Deja Vu"                        |  |
| 63                                              | Egor Kann                                   | "C'est la vie"                   |  |
| 64                                              | Victoria Rossolko y Chris Morgan            | "East Meets West"                |  |
|                                                 |                                             |                                  |  |
| 66                                              | Runa                                        | "Bezymyannyy fayl"               |  |
| 67                                              | D.JAZA                                      | "Spytaj"                         |  |
| 68                                              | Mary Moon                                   | "Magic Love"                     |  |
| 69                                              | Ozer                                        | "Say"                            |  |
| 70                                              | Radiovolna                                  | "Subway Lines"                   |  |
| 71                                              | Yankee                                      | "Holding On"                     |  |
| 72                                              | Alexey Gross                                | "Energy Alive"                   |  |
| 73                                              | Alena Gorbacheva                            | "Happy Fly"                      |  |
| 74                                              | The Sun for the Night                       | "Ulietaj"                        |  |
| 75                                              | Barbar                                      | "Only Bla-Bla Class"             |  |
| 76                                              | Andrey Yeronin                              | "Everything Mixed Up"            |  |
| 77                                              | Paradox                                     | "Blue Sky's Secrets"             |  |
| 78                                              | Mark Savinykh                               | "Kto ya"                         |  |
|                                                 |                                             |                                  |  |
| 80                                              | SHUMA                                       | "Hmarki"                         |  |
|                                                 |                                             |                                  |  |
| 82                                              | DARo                                        | "Let's Dance"                    |  |
| 83                                              | Tube                                        | "Gde my?"                        |  |
| 84                                              | Vlad Mayak                                  | "We Are on a High"               |  |
| 85                                              | Patritsiya Kurganova                        | "I'm in Love"                    |  |
| 86                                              | Stas Prokhorov                              | "Moy mir"                        |  |
| 87                                              | TOY BOY                                     | "Demons"                         |  |
| 88                                              | Yevgeniya Dushnyak                          | "Take Me In"                     |  |
| 89                                              | Andrey Bykov                                | "I See You"                      |  |
| 90                                              | Anastasiya Razvadovskaya                    | "La vie en rose"                 |  |
| 91                                              | ONINO                                       | "Doesn't Matter"                 |  |
| 92                                              | Lutfullin Dentumej                          | "Die"                            |  |
| 93                                              | STRIGA                                      | "Sila roda"                      |  |
| Artistas que no se presentaron a las audiciones |                                             |                                  |  |
| —                                               | APRIE                                       | "Believer"                       |  |
| —                                               | Cosmique                                    | "Can't Stop Drinkin' Wine"       |  |
| —                                               | Roman Voloznev                              | "The Diary of Our Love"          |  |
| —                                               | Sofiya Lapina                               | "Castles"                        |  |
| -                                               | Asier Gonçalves                             | "Lifetime"                       |  |

#### Polémica
Tras el anuncio de los once finalistas, salió a la luz que una versión en ruso del tema "Forever" de Alekseev había sido interpretada en numerosos conciertos antes del 1 de septiembre de 2017. De acuerdo con las reglas de Eurovisión, ninguna canción puede haberse publicado antes del 1 de septiembre del año anterior, pues puede darle a las canciones una ventaja injusta. La cadena bielorrusa BTRC también especifica esa misma regla en sus reglas. Tras descubrirse eso, siete de los diez artistas de la preselección publicaron una carta abierta dirigida hacia el ente público bielorruso, sosteniendo que se retirarían de la selección si Alekseev no quedaba eliminado, además de añadir que, bajo su punto de vista, el programa estaba siendo manipulado pra darle la victoria a Alekseev. El 16 de enero de 2018 Sofi Lapina, también participante en la competición, decidió retirarse, pues la BTRC no había permitido que varias de sus canciones participasen por revelarse antes del 1 de septiembre mientras que a la vez permitían participar a Alekseev. El 17 de enero salió a la luz que se estaba investigando a Shuma sobre su canción, pues parte de la letra pertenecía a una canción tradicional bielorrusa.

#### Final
La final televisada tuvo lugar el 16 de febrero de 2018 en el estudio "600 Metrov" de Minsk, presentada por Olga Ryzhikova y Teo. Tomaron parte de la final diez temas, y el ganador salió de la combinación de un jurado profesional y el voto del público, contando cada parte con la mitad de la decisión.
| N.º | Artista                 | Canción          | Televoto | Televoto | Jurado | Total | Posición |
| --- | ----------------------- | ---------------- | -------- | -------- | ------ | ----- | -------- |
| 1   | Adagio                  | "Ty i ja"        | 581      | 1        | 1      | 2     | 10       |
| 2   | Alekseev                | "Forever"        | 5184     | 12       | 12     | 24    | 1        |
| 3   | Shuma                   | "Chmarki"        | 3042     | 10       | 4      | 14    | 3        |
| 4   | NAPOLI                  | "Chasing Rushes" | 1236     | 7        | 6      | 13    | 4        |
| 5   | Anastasiya Malashkevich | "World on Fire"  | 804      | 5        | 7      | 12    | 7        |
| 6   | Gunesh                  | "I Won't Cry"    | 1041     | 6        | 8      | 14    | 2        |
| 7   | Radiovolna              | "Subway Lines"   | 599      | 2        | 10     | 12    | 6        |
| 8   | Alen Hit                | "I Don't Care"   | 718      | 4        | 2      | 6     | 9        |
| 9   | Lexy Weaver             | "Ain't You"      | 669      | 3        | 4      | 7     | 8        |
| 10  | Kirill Good             | "Deja Vu"        | 1359     | 8        | 5      | 13    | 5        |

## En Eurovisión
El Festival de la Canción de Eurovisión 2018 tendrá lugar en el Altice Arena de Lisboa, Portugal y consistirá en dos semifinales el 8 y 10 de mayo y la final el 12 de mayo de 2018. De acuerdo con las reglas de Eurovisión, todas las naciones con excepción del país anfitrión y los "5 grandes" (Big Five) deben clasificarse en una de las dos semifinales para competir en la Gran Final; los diez mejores países de cada semifinal avanzan a esta final. Bielorrusia estará en la primera semifinal, actuando en el puesto número 8.